# Elis Magnusson
Elis Magnusson, född 17 april 1895 i Lerdal, Älvsborgs län, död 13 december 1981, var en svensk ingenjör.
Elis Magnusson var son till hemmansägare Edvin Magnusson i hans äktenskap med Brita Jacobsson. Magnusson erhöll sjöingenjörsexamen 1924 och civilingenjörsexamen 1928. Han arbetade sedan som konstruktör vid Götaverken 1929–1930 och som klassningsexpert i Lloyd's Register of Shipping 1930–1931. Magnusson var adjunkt vid Sjöbefälsskolan i Malmö 1931–1936 och sedan lektor vid Sjöbefälsskolan i Göteborg åren 1936–1949 samt 1953–1961. År 1949 blev han utnämnd till Maskinteknisk Överinspektör för landets fem Sjöbefälsskolor, vid Sjöbefälsskolan i Stockholm. En tjänst han innehade till 1953.
Magnusson gifte sig 1930 med Anna Johansson (4 augusti 1906–28 maj 2002), dotter till hemmansägare Albert Johansson i hans äktenskap med Tilda Andersson. Elis och Anna Magnusson fick barnen Gerhard (född 2 juni 1931), Jarl (född 28 mars 1933), Sture (26 maj 1939–28 augusti 1942) samt Rigmor (född 15 september 1945).
Magnusson utnämndes till Riddare av Kungliga Nordstjärneorden den 6 juni 1955.

## Stiftelsen Elis Magnussons fond
När Magnusson pensionerades och lämnade Sjöbefälsskolan, väcktes förslag om att bilda en premiefond med hans namn. Medel tillsköts bland annat från före detta elever, kollegor och vänner samt från Svenska Maskinbefälsförbundet och Broströmsrederierna. Som ändamål angavs att medlen skulle finansiera inköp av ett premium till en avgående sjöingenjörselev. Stipendiet hanteras under donationsstipendierna till Chalmers studenter.